# São José do Egito
São José do Egito es un municipio brasileño situado en el estado de Pernambuco. Administrativamente, el municipio está compuesto por los distritos Sede, Bonfim, Riacho do Meio y por los poblados de Batatas, Curralinho, Mundo Novo, São Sebastião de Aguiar, Espírito Santo y Juazerinho. Tiene una población estimada al 2020 de 34 056 habitantes.

## Historia
Loa asentamientos del municipio se iniciaron con la construcción de una capilla dedicada a San José creada por agricultores de la cabecera del Río Pajeú, en el lugar llamado Queimadas, valle meridional de la Sierra de la Borborema. Agricultores vecinos, que poseían una capilla dedicada a San Pedro, atacaron y destruyeron el templo. Una nueva capilla fue erguida. Un nuevo ataque se llevó a cabo, esta vez sin éxito pues hubo resistencia. El poblado fue llamado São José das Queimadas en 1865. En 1872, fue creado el distrito con el nombre de São José da Ingazeira, que fue elevado a la categoría de villa con la denominación de São José da Ingazeira, por la ley provincial n.º 1260, del 26 de mayo de 1877, desglosándolo de Ingazeira más tarde Afogados da Ingazeira. Por la ley provincial n.º 1516, del 11 de abril de 1881, la villa pasó a llamarse São José do Egito.
El 1 de julio de 1909, fue elevado a la condición de municipio con la denominación de São José do Egito, por la ley provincial n.º 991.